# Avatha stigmata
Avatha stigmata  là một loài bướm đêm thuộc họ Erebidae. Nó được tìm thấy ở châu Á, bao gồm quần đảo quần đảo quần đảo Andaman và Indonesia (Buru, Ambon).